# Marchampt
Marchampt ist eine französische Gemeinde mit 452 Einwohnern (Stand: 1. Januar 2022) im Département Rhône in der Region Auvergne-Rhône-Alpes. Sie gehört zum Arrondissement Villefranche-sur-Saône und zum Kanton Belleville-en-Beaujolais (bis 2015: Kanton Beaujeu).

## Geographie
Marchampt liegt etwa 17 Kilometer nordwestlich von Villefranche-sur-Saône. Hier entspringt der kleine Fluss Petite Grosne. Marchampt wird umgeben von den Nachbargemeinden Beaujeu im Norden, Quincié-en-Beaujolais im Osten, Le Perréon im Süden, Claveisolles im Westen sowie Saint-Didier-sur-Beaujeu im Nordwesten.

## Bevölkerungsentwicklung
| Jahr                       | 1962 | 1968 | 1975 | 1982 | 1990 | 1999 | 2006 | 2013 |
| Einwohner                  | 413  | 317  | 286  | 295  | 303  | 363  | 426  | 441  |
| Quellen: Cassini und INSEE |      |      |      |      |      |      |      |      |

## Sehenswürdigkeiten
- Kirche von 1840
- Kapelle Notre-Dame-l'Auxiliatrice in Cremasson
- Schloss Les Roches, 1860 erbaut
- Schloss Varennes

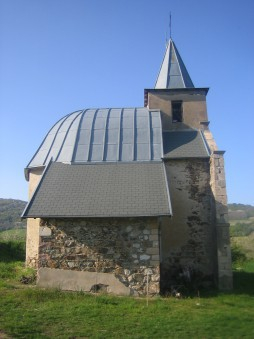
Kapelle Notre-Dame-l'Auxiliatrice
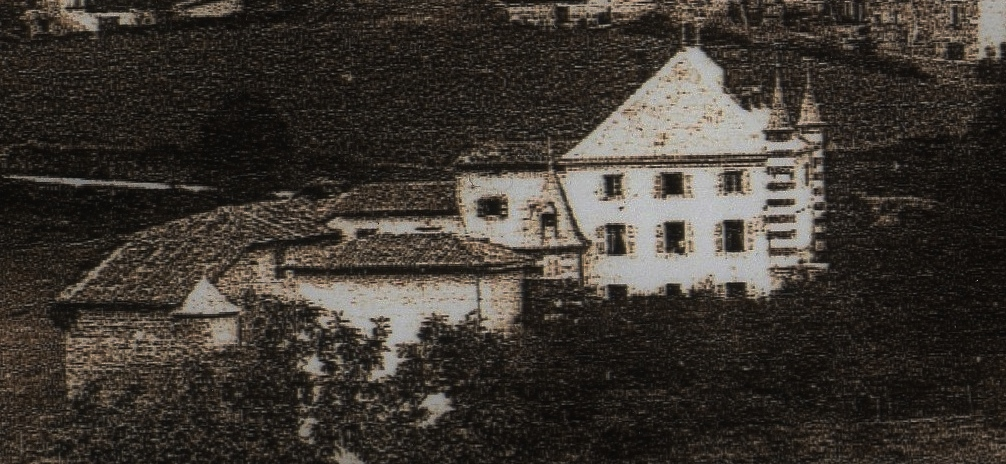
Schloss Les Roches